# Бойова сокира
Бойова соки́ра — ручна держакова рубляча та ударна холодна зброя. Перевагою сокир була відносна дешевизна (порівняно з мечами) та висока пробивна здатність.

## Походження та загальний розвиток
Як і більшість інших «простих» видів холодної зброї бойова сокира є пристосованим до війни господарським знаряддям. Власне, звичайні робочі сокири використовувалися як зброя ополченцями в усіх регіонах поширення цього інструмента мало не до останнього часу. Перші бойові сокири практично не відрізнялися від робочих. Перші зміни стосувалися матеріалу та якості виготовлення — наприклад лезо виготовляли з якісної сталі замість простого заліза. Часом зміни стосувалися форми чи довжини руків'я сокири. Потім еволюціонує форма та розміри леза, що усе більше віддаляється від первісного призначення — обробки деревини. У цілому сокири розвиваються у двох напрямках — або ж в сторону відносно невеликих та вузьколезих, які є швидкою зброєю для пробивання обладунків, або ж в сторону важких широколезих часто дворучних зразків. Наступним етапом розвитку є обростання сокир додатковими елементами — гаками, лезами, вістрями, гардами в результаті подібної еволюції дворучні сокири часто перестають бути власне сокирами і перетворюються на інші види довговимірної холодної зброї на зразок алебарди. У озброєнні війська Русі була розповсюджена у північних та центральних областях — місцях переважно піхотних, а не кавалерійських формувань. Піхота користувалася великими важкими сокирами на довгому держаку; велика сокира з важким обухом називалася балда. Кіннотники мали на озброєнні легші і коротші сокири — топірці. Топірці як зброя — бартка — відомі у гуцулів .

## Класифікація і види

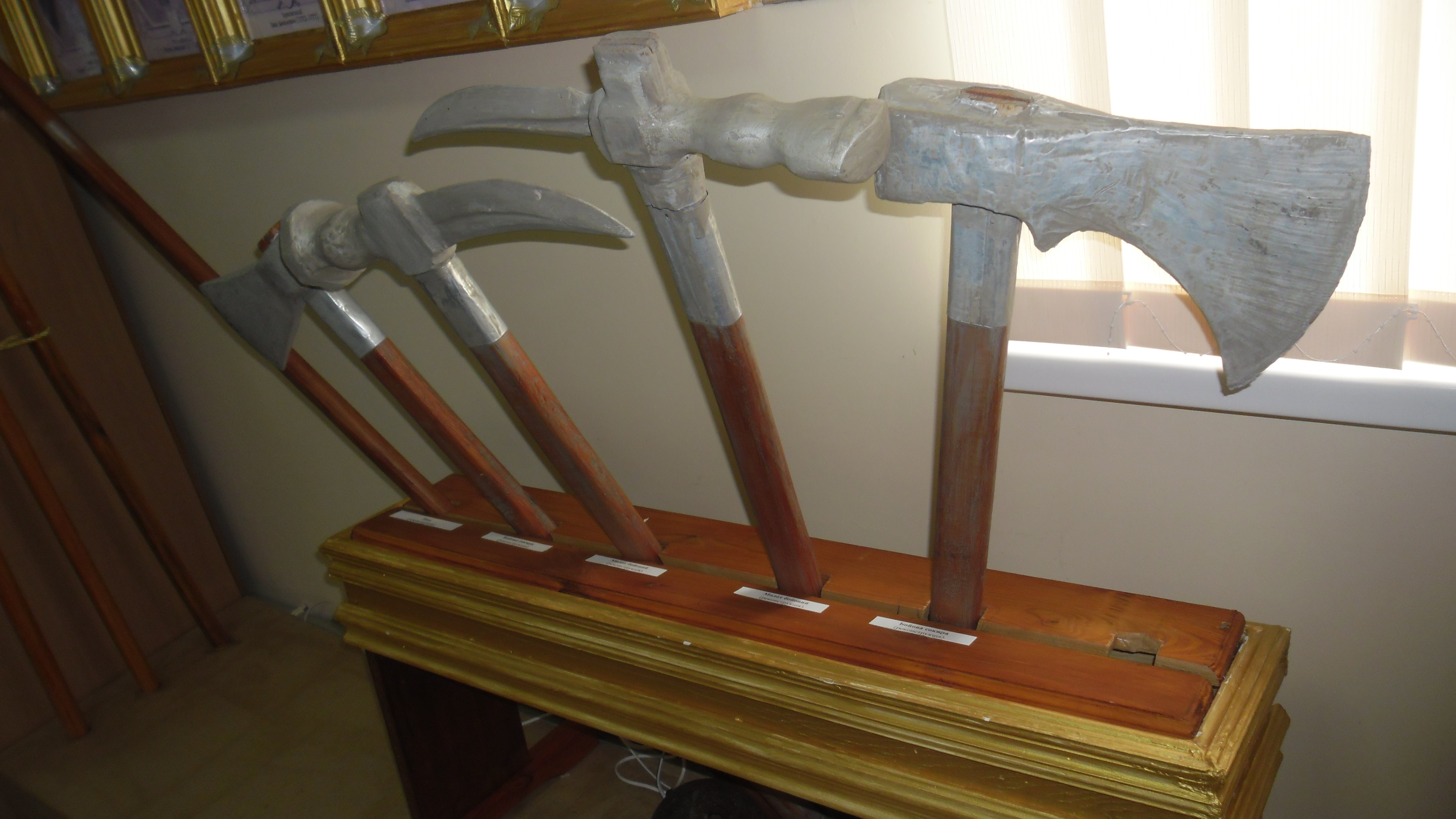
Бойові сокири. Гадяцький історико-краєзнавчий музей.

Бойові сокири можна класифікувати за різними ознаками. Загальноприйнятої класифікації бойових сокир не існує. Бойові сокири можна класифікувати за двома ознаками довжиною держака та формою леза. Бойові сокири з довгим держаком: алебарди, бердиші. З держаком середньої довжини, який тримають обома руками (як широким хватом, так і вузьким) — топори. З коротким держаком — кавалерійські сокирки, клевці, келепи.
- Абордажна сокира — бойова сокира з держаком до 1 м завдовжки, яка використовувалася у морських битвах під час абордажу.
- Алебарда — поєднання сокири з списом.
- Барте (нім. Barte) — німецька бойова сокира; поєднання леза сокири з клевцем на обусі та пікою вертикально вгору.
- Бердиш — бойова сокира XV — XVII ст.
- Дана цалдай — грузинська бойова сокира-ніж.
- Дафу — китайська дворучна бойова сокира.
- Дворучна сокира — сокира з довгим сокирищем, для тримання двома рукама.
- Дяо — китайська бойова сокира з напівкруглим заточеним обухом.
- Інтрепель (від нім. Enterbeil) — різновид абордажної сокири.
- Капак — малайська велика бойова сокира.
- Капак кесиль — малайська мала бойова сокира.
- Крикет — старовинний пістоль з сокиркою, різновид ганблейда.
- Лабрис (лаброс) — давньогрецька двосічна бойова сокира
- Лохаберакс (лохаберська сокира) — шотландський бердиш XIV—XVIII ст.
- Лі квей шуанг фу — китайська бойова сокира з круглим сокирищем та напівкруглим лезом. Зазвичай використовувався як парна зброя у школі лі-квей.
- Масакірі — японська бойова сокира з довгим сокирищем (до 2 м), важким наконечником, напівкруглим лезом та масивним обухом.
- Полекс — англійська лицарська бойова сокира, з сокирищем 1,2 — 1,5 м завдовжки.
- Посольська сокира — парадна зброя московських послів XVI—XVII ст. Прикрашалася золотом, сріблом, коштовним камінням. Наконечники часто мали фігурні прорізи
- Похідна сокира — бойова сокира угорської кінноти.
- Сагарис — бойова сокира іранських народів.
- Сарн-фу — китайська двосічна бойова сокира, має сокирище з підтоком.
- Сой м'ю — бойова сокира з наконечником у вигляді п'ятипроменевої зірки.
- Сюаньхуафу (букв. — «сокира-зрізальниця квітів») — парна китайська бойова сокира, 75 — 80 см завдовжки, з довжиною леза 12 — 14 см.
- Та-фу — китайська важка бойова сокира з гаком на обусі.
- Табар — бойова раджпутанська сокира з напівкруглим лезом та тонким сокирищем.
- Табарзин (табарсин) — традиційна іранська бойова сокира з трохи скругленим лезом. Довжина зазвичай близько 90 см, але зустрічаються екземпляри до 2 метрів завдовжки. Бувають як односічні, так і двосічні (рідше). Держак часто робився цільнометалевим або з цінних порід дерева. Лезо і іноді держак прикрашалися карбуванням, гравіруванням, позолотою.
- Табор-загнол — маградська бойова сокира у вигляді тонкого ножа на довгому держаку.
- Табар могульський — сокира з клинком, примхливо вигнутим догори у вигляді півмісяця.
- Топір — бойова сокира Раннього Середньовіччя.

- Фу — китайська бойова сокира 90 см завдовжки, вагою 2 — 3 кг.
- Фентоуфу (кит.: 凤头斧, букв. — «сокира-голова фенікса») — китайська бойова сокира 75 — 80 см завдовжки, з довжиною леза 24 — 26 см. Обух має кілька гаків.
- Хушоуфу — китайський бойовий багор-сокира.
- Хушоуюе — китайський бойовий багор-сокира або сокирка з захистом для рук.
- Цоцифу (букв. — «перегорнута сокира») — китайська бойова трисічна сокира. Два леза повернені у різні боки, як у двосічної сокири та одне повернене догори, як у бойового заступа.
- Шисгакель — крикет зі стволом пістоля не всередині руків'я, а ззовні.
- Шуанфу — одноручна китайська бойова сокира з напівкруглим лезом та обухом, зазвичай спорядженим гаком. Сокирище іноді має підтік.